# Immer wieder Sonntag
Immer wieder Sonntag ist eine deutsche Familienfernsehserie, die 1992–1996 produziert wurde. Geprägt wurde die Serie von Grit Boettcher, welche die Rolle von Hilde Sonntag spielte. Die Serie wurde im ZDF ausgestrahlt, produziert von Nova-Film. Das Drehbuch lieferte Peter Abraham.

## Inhalt
Hilde Sonntag arbeitet nach einigen Jobs und Hobbys in einer Boutique als Änderungsschneiderin bei Frau Treuwert und hat eines Tages die Chance, als Teilhaberin bei ihr einzusteigen. Ihr Mann Franz arbeitet bei der BVG und fährt den großen Doppeldecker-Bus quer durch Berlin. Das Ehepaar Sonntag hat zwei erwachsene Kinder, Knut und Karin. Auch Hildes Mutter Mathilde wohnt mit im Haus.
Sohn Knut ist Automechaniker, der sich nicht zwischen seinen Freundinnen Beatrice und Nora entscheiden kann. Nachdem er tödlich verunglückt, ziehen die Sonntags in ein neues Haus, in das sie Elmar Schindler als Untermieter nehmen, dessen Bruder Waldi auch gern mit einziehen würde. Karin hat wechselnde Freunde und gelangt eines Tages an den Studenten Hans-Hermann, der allerdings noch verlobt ist und Schindlers Zimmer übernimmt, als dieser wieder auszieht.

## Episodenliste
Staffel 1
1. Das liebe Geld (3. Sep. 1993)
2. Fundsache (10. Sep. 1993)
3. Der Unfall (17. Sep. 1993)
4. Die Liebe hat bunte Flügel (24. Sep. 1993)
5. Hurra, Besuch! (1. Okt. 1993)
6. Ein Haus voller Harmonie (8. Okt. 1993)
7. Zimmer zu vermieten (15. Okt. 1993)
8. Glücksklee (22. Okt. 1993)
9. Gewitterwolken (29. Okt. 1993)
10. Vertrauen (5. Nov. 1993)
11. Fahrt ins Blaue (12. Nov. 1993)
12. Gewinn und Verlust (19. Nov. 1993)
13. Hildes Trauer (26. Nov. 1993)
14. Das neue Haus (3. Dez. 1993)
15. Kinderüberraschung (10. Dez. 1993)
16. Frauen mit Elan (17. Dez. 1993)
17. Chancen (31. Dez. 1993)
18. Urlaubsfreuden (7. Jan. 1994)
19. Frau des Monats (14. Jan. 1994)
20. Oma greift ein (21. Jan. 1994)

Staffel 2
1. Große Kinder – Große Sorgen (25. Apr. 1996)
2. Das Sommerfest (2. Mai 1996)
3. Kam, sah und siegte (9. Mai 1996)
4. Diener zweier Damen (16. Mai 1996)
5. Das Ende der Flegeljahre (23. Mai 1996)
6. Schwarze Katze von links nach rechts (30. Mai 1996)
7. Der Schmuck (6. Juni 1996)
8. Chaos (4. Juli 1996)
9. Schocktherapie (11. Juli 1996)
10. Puzzlespiel (18. Juli 1996)
11. Jedem eine Chance (25. Juli 1996)

## Kritik
Barbara Sichtermann von Die Zeit schreibt recht nüchtern: „Mit ‚Immer wieder Sonntag‘, einer Familienserie im Kleinbürgermilieu, hat sich das ZDF nun tatsächlich in die Mark aufgemacht, jedenfalls soll man das glauben. Denn das, was Berlin tatsächlich bietet: Schauplätze von erschütternder Gammeligkeit, Verlorenheit und Brüchigkeit, das ignoriert diese Serie mit kurioser Indolenz. […] Man stellt keine Berlin-Atmosphäre her, wenn man sich darauf beschränkt, die Personen Sonnabend statt Samstag und Schrippen statt Brötchen sagen zu lassen, und das mehrmals pro Folge. An Berlin fasziniert sein großes, altes, kaputtes, heterogenes Häuserkonglomerat. Wer sich da nicht reintraut – eine Feigheit, die für Augentiere wie Kameraleute und Fernsehregisseure unbegreiflich ist –, wer den Reiz dieser enormen Kulisse nicht verspürt, sollte keine ‚Berlin‘-Serien konzipieren.“